# حادثة سجن الكوت
حادثة سجن الكوت أو مجزرة سجن الكوت هي حادثة وقعت في سجن الكوت في 3 سبتمبر 1953، حيث حصلت صدامات بين السجناء والشرطة وراح ضحيتها 8 سجناء وجرح 96 سجينًا من أصل 121 سجين.

## خلفية
لما أعلنت وزارة نور الدين محمود الأحكام العرفية قامت بأعتقال قادة انتفاضة انتفاضة 1952، والذين كان أغلبهم من الشيوعيون. وفي عام 1953 وقعت مجزرة في سجن بغداد راح ضحيتها 7 سجناء وإصابة 97 سجينًا وشرطيًا.

## أحداث
بعد حادثة سجن بغداد قدم سجناء انتفاضة 1952 في سجن الكوت الذي يبلغ عددهم 121 إلى الحكومة باحتجاجات استنكارية شديدة اللهجة ولما شرعت السلطات في التحقيق مع المسجونين في من حرك تلك الاحتجاجات أضرب السجناء عن الطعام وتمادوا في إضرابهم واحتجاجاتهم وبعد مدة أنهوا إضرابهم بدون قيد أو شرط. بتاريخ 2 سبتمبر 1953 قررت إدارة السجن تفتيش أمتعة السجناء وجردها وإخراج المواد الممنوعة منها وشكلت لجنة من موظفي السجن ومن ممثلين عن السجناء عينوهم لهذا الغرض بعد أن وافقوا على إجراء التفتيش وعند قيام اللجنة بأعمالها فقد عثرت على كثير من الآلات الجارحة والراضة وغيرها من المواد الممنوعة ولما أطلع السجناء على ذلك وقبل إنهاء التفتيش رفضوا إكمال عملية الجرد وأقاموا العراقيل أمام اللجنة حتى يحاولوا دون إتمام مهمتها. وعارضوا تنفيذ الامر الصادر بتسفير خمسة عشر سجين من اليهود الشيوعيين الصادر من السلطات المختصة ومانعوا في اخراجهم مما ادى إلى وقوع تصادم بين قوات الشرطة والسجناء وأدى هذا التصادم إلى قتل 8 وجرح 96 من السجناء.